# Frank Freimuth

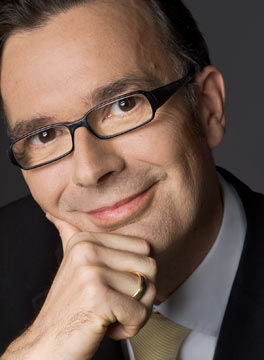
Frank Freimuth, 2014

Frank Freimuth (* 8. März 1962 in Wuppertal) ist ein deutscher Manager, Publizist, Politiker und früherer Landtagsabgeordneter (SPD).

## Schule und Studium
Frank Freimuth schloss seine Schullaufbahn im Jahr 1982 mit dem  Abitur am Gymnasium „Am Kothen“ in Wuppertal ab. Anschließend studierte er in an den Universitäten Köln, Bochum und Wuppertal die Fächer Pädagogik, Psychologie und Soziologie. Während seines Studiums arbeitete er an einer Forschungsstelle, die sich mit Leben und Werk von Janusz Korczak befasst. Im Jahr 1991 schloss er sein Studium mit dem akademischen Grad des Diplom-Pädagogen ab. Im Jahr 1995 wurde er mit einer Dissertation zum Philosophen, Ökonomen und Pädagogen Friedrich Albert Lange zum Dr. phil. promoviert. Freimuth arbeitete dabei Langes Beitrag zu einer „Kultur der Pluralität“ heraus. Sein Doktorvater war Jörg Ruhloff.

## Politik, politische Bildung und politische Ämter
Im Jahr 1983 trat Freimuth in die SPD ein und war in zahlreichen Parteigremien tätig. Er wirkte unter anderem als Vorsitzender des SPD-Ortsvereins in Wuppertal-Ostersbaum.
In den Jahren 1989 bis 1995 arbeitete als er als wissenschaftlicher Mitarbeiter des damaligen nordrhein-westfälischen Ministerpräsidenten Johannes Rau.
Nach seiner Promotion war er von 1995 bis 2000 im Bildungswerk Stenden tätig, einem Anbieter für Erwachsenenbildung und politische Bildung. Dort leitete er unter anderem Seminare, Rhetorik- und Managementkurse.
Vom 2. Juni 2000 bis zum 2. Juni 2005 gehörte Freimuth dem Landtag des Landes Nordrhein-Westfalen an. Er wurde im Wahlkreis 035 Wuppertal I direkt gewählt. Als Abgeordneter war er Mitglied von Ausschüssen, die sich mit Bildungspolitik, Sport, Jugend und Familie sowie mit Medienpolitik befassten. Er setzte sich zudem für Infrastrukturprojekte in Wuppertal ein, wie beispielsweise die Neugestaltung des Döppersberg oder die Aufwertung und Erhaltung öffentlicher Schwimmbäder. Auf Initiative der SPD-Landtagsfraktion wurde er Ende 2001 außerdem zum Mitglied des Europäischen Medieninstituts ernannt. Dort gehörte er dem Board of Governors an.
Freimuth war 2004 Mitglied der zwölften Bundesversammlung.

## Nachhaltigkeit: Beratung und Management
Frank Freimuth berät und arbeitet im Themenfeld Nachhaltigkeit, einem Aufgabenfeld, mit dem er sich seit langem befasst. So gehörte er im Jahr 2001 zu den Unterzeichnern des Gründungsaufrufs des „Netzwerks 2010“, mit dem junge Politiker ausdrücklich auch „eine Politik der Nachhaltigkeit“ forderten. Sein 2009 gegründetes und von ihm geleitetes Unternehmen widmet sich der Frage, wie soziale, ökologische und wirtschaftliche Faktoren miteinander verbunden werden können, um anhaltenden unternehmerischen Erfolg zu sichern. Nach Ansicht Freimuths komme es in diesem Kontext darauf an, den einzelnen Menschen – in humanistischer Tradition – deutlich stärker als bislang in das Zentrum des Wirtschaftens zu stellen und wirtschaftliche Vorteile durch Nachhaltigkeit zu schaffen.

## Gremien- und Verbandstätigkeiten
In den Jahren 2005 bis 2006 arbeitete er für die Auslandsgesellschaft Deutschland, anschließend bis 2009 für den Bundesverband für Wirtschaftsförderung und Außenwirtschaft.
Er ist Mitglied und Schatzmeister der Deutsch-Tschechischen und -Slowakischen Gesellschaft e.V. Bereits in seiner Zeit als Landtagsabgeordneter war er Vorsitzender der deutsch-slowakischen Parlamentariergruppe.
Freimuth amtiert als Vorsitzender des Vereins Sustainable Finance e.V., der das „Ziel der Entwicklung nachhaltiger Leitvorstellungen für die Finanzbranche und deren Umsetzung“ verfolgt. Er vertritt zudem den automotiveland.nrw e. V. in Berlin und wirkt als Fachbeirat im Bundesverband eMobilität e.V.

## Sonstiges
Als Leiter einer Delegation verschaffte sich Freimuth im Jahr 2005 einen Überblick über die Folgen der Tsunami-Katastrophe im Distrikt Galle auf Sri Lanka und unterstützte vor Ort ein Wiederaufbauprojekt.
Zu seinen Hobbys zählen Langstreckenschwimmen, Langstreckenläufe und Kraftsport, ferner Tauchsport.

## Veröffentlichungen
Schwerpunkt seiner Publikationen sind heute Fragen der Nachhaltigkeit. Zu seinen Büchern und Zeitschriftenbeiträgen zählen:
- Demokratie 4.0 wagen! Plädoyer für professionelle Online-Politik. In: Humaner Fortschritt. Verlag Botschafter der Nachhaltigkeit, Nr. 1/2016, S. 1–4.
- Human Economy. Die neue Kraft der Humanität. Verlag Botschafter der Nachhaltigkeit, Berlin 2015, ISBN 978-3-00-048441-4.
- Humane Unternehmen – Ein neues Leitbild in der Wirtschaft. In: Humaner Fortschritt, Verlag Botschafter der Nachhaltigkeit, Nr. 4/2013, S. 1–3.
- Abschied vom Gespenst des „Homo Oeconomicus“. Plädoyer für neues Denken in der Wirtschaft. In: Humaner Fortschritt, Verlag Botschafter der Nachhaltigkeit, Nr. 2/2013, S. 1–4.
- Friedrich Albert Lange – Denker der Pluralität: Erkenntnistheorie, Pädagogik, Politik. Peter Lang, Frankfurt a. M. u. a. 1995, ISBN 3-63149284-7.
- Bildung und Arbeit in Utopia. In: Jörg Ruhloff (Hrsg.): Renaissance-Humanismus. Verlag Die Blaue Eule, Essen 1989, S. 376–398, ISBN 978-3-89206-228-8.